# Колібрі плямистоволий
Колі́брі плямистоволий (Adelomyia melanogenys) — вид серпокрильцеподібних птахів родини колібрієвих (Trochilidae). Мешкає в Андах. Це єдиний представник монотипового роду Плямистоволий колібрі (Adelomyia).

## Опис

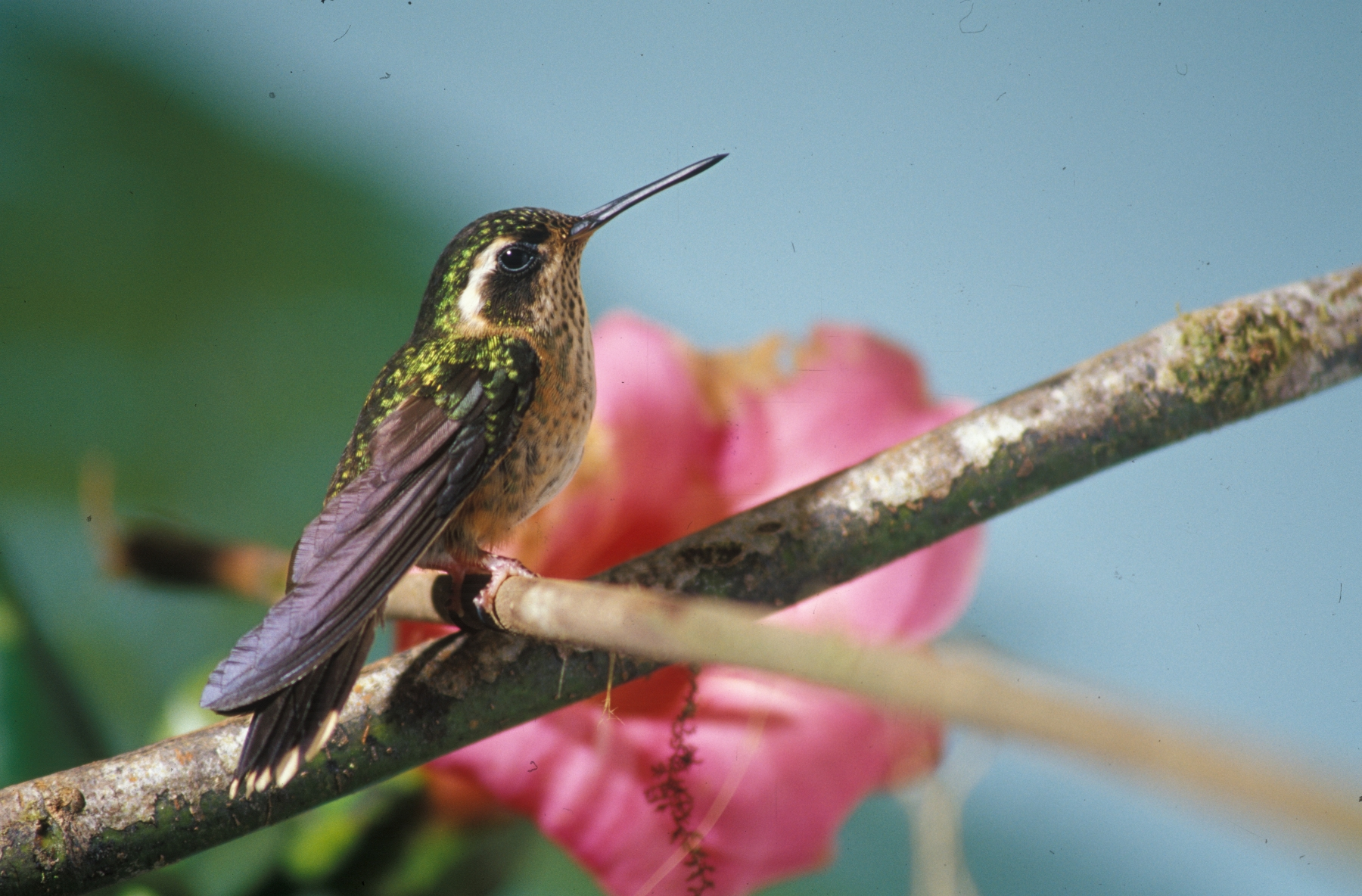
Плямистоволий колібрі (Кордильєра-дель-Кондор, Еквадор)

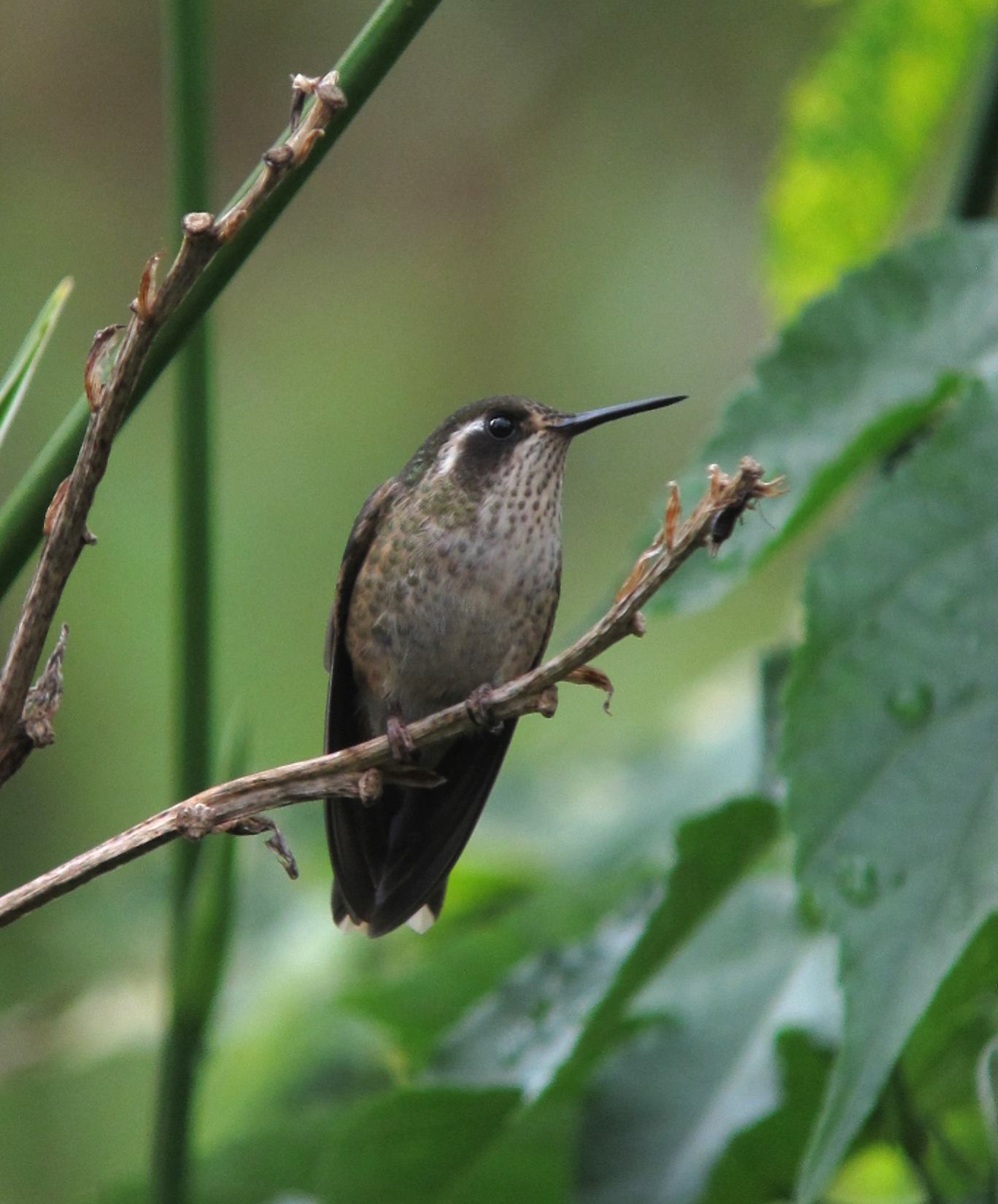
Плямистоволий колібрі (Колумбія)

Довжина птаха становить 8,6 см, вага 3,8 г. Забарвлення верхньої частини тіла аріюється від яскраво-зеленого до тьмяно-бронзово-зеленого. Нижня частина тіла білувата з охристим відтінком, поцяткована зеленими і бронзовими плямами. Боки буруваті. Хвіст темно-коричневий, поцяткований білими плямками. Над очима білі «брови», під очима на щоках чорні плями. Дзьоб чорний, прямий, довжиною 13 мм. Виду не притаманний статевий диморфізм.

## Підвиди
Виділяють дев'ять підвидів:
- A. m. cervina Gould, 1872 — Західний і Центральний хребти Колумбійських Анд;
- A. m. sabinae (Bourcier & Mulsant, 1846) — західні схили Східного хребта Колумбійських Анд (Сантандер, Бояка);
- A. m. connectens Meyer de Schauensee, 1945 — верхів'я Магдалени на півдні Колумбії (Уїла);
- A. m. melanogenys (Fraser, 1840) — гори Кордильєра-де-Мерида на заході Венесуели і східні схили Анд в Колумбії, Еквадорі і північному Перу;
- A. m. debellardiana Aveledo & Peréz, 1994 — гори Сьєрра-де-Періха на кордоні Колумбії і Венесуели;
- A. m. aeneosticta Simon, 1889 — гори Прибережного хребта на півночі Венесуели;
- A. m. maculata Gould, 1861 — західні схили Анд на південному заході Колумбії, Еквадорі і на півночі Перу;
- A. m. chlorospila Gould, 1872 — Анди на південному сході Перу (від Амазонаса до Куско);
- A. m. inornata (Gould, 1846) — Анди на південному сході Перу (Пуно), в Болівії і північно-західній Аргентині (Жужуй, Сальта).

За морфологічними відмінностями (різницею в оперенні) і за біогеографією було описано 9 підвидів плямистоволого колібрі, однак дослідження 2011 року, проведене з використанням молекулярних, морфологічних і екологічних даних, виявило 6 монофілітичних клад, які розділені чітко визначеними географічними бар'єрами і межі поширення яких не збігаються з визнаними межами поширення підвидів. Розходження послідовностей коливається від 5,8 % до 8,2 % між філогенетичними групами, розділених відстанями >4000 км і <50 км відповідно, що підтерджує ідею про те, що географічна ізоляція може впливати в різних масштабах. Морфологічні ознаки можуть бути більше пов'язаними з відмінностями в навколишньому середовищі, ніж з географічними бар'єрами і ізоляцією.

## Поширення і екологія
Плямистоволі колібрі мешкають у Венесуелі, Колумбії, Еквадорі, Перу, Болівії і Аргентині. Вони живуть у вологих гірських тропічних і хмарних лісах та на узліссях. Зустрічаються на висоті від 1000 до 2500 м над рівнем моря. Під час негніздового періоду птахи зустрічаються у більш широкому висотному діапазоні. Живляться нектаром квітучих рослин з короткими віночками, а квіти з довгими віночками вони протикають дзьобом біля основи, «викрадаючи» нектар. Птахи шукають їжу, переміщуючись за певним маршрутом, при живленні нектаром вони зависають в повітрі над квітками, а іноді чіпляються за суцвіття лапами. Крім того, вони доповнюють свій раціон дрібними комахами, яких ловлять в польоті.
Плямистоволі колібрі розмножуються протягом всього року. Гніздо відносно велике, чашоподібне. робиться з моху і павутиння, встелюється рослинними волокнами, розміщується на покритих мохом гілках або ка скелях, біля входу в печеру, на висоті 1—3 м над землею. В кладці 2 білих яйця розміром 12,5×8,6 мм. Інкубаційний період триває 17-20 днів.